# Neszlár Sándor
Neszlár Sándor (Sátoraljaújhely, 1980. június 5. –) magyar író.

## Életpályája
1998-ban a sátoraljaújhelyi Kossuth Lajos Gimnáziumban érettségizett, majd tanulmányait a Károli Gáspár Református Egyetem magyar nyelv és irodalom szakán folytatta, ahol 2003-ban bölcsész tanárként végzett. Ezt követően az ELTE BTK Magyar Reneszánsz PhD-program hallgatója volt, melynek során abszolutóriumot szerzett. 2006 és 2007 között a Megálló Csoport Alapítványnál dolgozott irodalomtanárként. 2008-ban belépett a József Attila Körbe és a Fiatal Írók Szövetségébe, utóbbinak 2010 és 2016 között elnökségi tagja, 2017-től 2023-ig pedig a felügyelőbizottság tagja volt. 2010-től a Csimota Gyerekkönyvkiadó szerkesztőjeként dolgozik. 2010-ben MASZRE alkotói ösztöndíjban, 2013-ban pedig Móricz Zsigmond-ösztöndíjban részesült. 2014-től két cikluson keresztül a Móricz-ösztöndíj kurátora volt. 2019. december elején Nigéria fővárosába, Abujába, látogatott, ahol előadássorozata, felolvasóestjei során négy nigériai iskolában, összességében több mint kétszáz fős közönség előtt mutatta be az Egy ács nevelt fiának lenni című kötetét. 2021-ben Élt egyszer egy Olvasó néven irodalmi podcastot indított Mészáros Márton irodalomtörténésszel. 2021-től a Szépírók Társaságának tagja. 2023-ban NKA alkotói ösztöndíjban részesült.
Egyetemista kora óta ír, főleg prózát. Első könyve, az Inter Presszó, 2009-ben jelent meg a FISZ-nél, az Egy ács nevelt fiának lenni pedig 2018-ban a Magvető Kiadó gondozásában. Jelenleg a Terepszemle című regényén dolgozik.

## Művei
- Egy ács nevelt fiának lenni, Magvető, regény (2018)
- Inter Presszó, FISZ, novellák (2009)

## Interjúk
- Mindenkinek más, Sirbik Attila, Tiszatáj Online, 2019. március 11.[9]
- Volt bennem egy dacos gesztus, Kiss A. Kriszta, Litera.hu, 2018. november 15.[10]

## Díjai
- NKA alkotói ösztöndíj (2023)
- Móricz Zsigmond-ösztöndíj (2013)
- MASZRE alkotói ösztöndíj (2010)